# Tramway de Bydgoszcz
Le tramway de Bydgoszcz est le réseau de tramway de la ville de Bydgoszcz (Pologne). Créé en 1888, il comporte actuellement 9 lignes, dont une touristique avec une rame historique.

## Historique
En 1888, un réseau hippomobile est créé. En 1896, un réseau de tramways électriques est mis en place. Jusqu'au début des années 1970, le tramway était le moyen de transport en commun principal des habitants de la ville.

## Réseau actuel

### Aperçu général
| Ligne | Parcours | Longueur [km] | Temps de parcours [min] | Fréquentation [min]                                      | Stations | Plan |  |
| ----- | --- | ------------- | ----------------------- | -------------------------------------------------------- | -------- | ---- |  |
| 1     | Las Gdański ↔ Wyścigowa Gdańska – Jagiellońska – Fordońska                                                        | 8,7           | 28-32                   | de lundi à vendredi : 15 weekends et jours fériés : 20   | 15/14    |      |  |
| 2     | Las Gdański ↔ Rondo Kujawskie Gdańska – Jagiellońska – Bernardyńska – Toruńska – Bełzy – Wojska Polskiego         | 10,7          | 36-40                   | de lundi à vendredi: 15 weekends et jours fériés : 20    | 19       |      |  |
| 3     | Wilczak ↔ Wyścigowa Nakielska – Focha – Jagiellońska – Fordońska                                                  | 8,5           | 24–28                   | de lundi à vendredi: 7,5 weekends et jours fériés : 10   | 16/14    |      |  |
| 4     | Bielawy ↔ Glinki Chodkiewicza – Gdańska – Jagiellońska – Fordońska – Most Pomorski – Toruńska – Bełzy – Szpitalna | 8,6           | 31-35                   | de lundi à vendredi: 10/15 weekends et jours fériés : 20 | 15       |      |  |
| 6     | Bielawy ↔ Łęgnowo Chodkiewicza – Gdańska – Jagiellońska – Bernardyńska – Toruńska – Spadzista – Hutnicza          | 12,5          | 38-42                   | de lundi à vendredi: 15 weekends et jours fériés : 20    | 23       |      |  |
| 7     | Wyścigowa ↔ Kapuściska Fordońska – Most Pomorski – Toruńska – Bełzy – Wojska Polskiego                            | 6,4           | 21-25                   | de lundi à vendredi: 15                                  | 10/11    |      |  |
| 8     | Wilczak ↔ Kapuściska Nakielska – Focha – Jagiellońska – Most Pomorski – Toruńska – Bełzy – Wojska Polskiego       | 8,7           | 29-33                   | de lundi à vendredi: 15 weekends et jours fériés : 20    | 16/15    |      |  |
| 9     | Stomil ↔ Glinki Toruńska – Bełzy – Szpitalna                                                                      | 4,5           | 18-22                   | de lundi à vendredi: 15                                  | 12       |      |  |

### Ligne touristique
Pendant l'été fonctionne aussi une ligne touristique de Babia Wieś à Las Gdański avec numéro 0 ou 10. La ligne est équipée d'une rame historique Herbrand GE-58.

### Matériel roulant

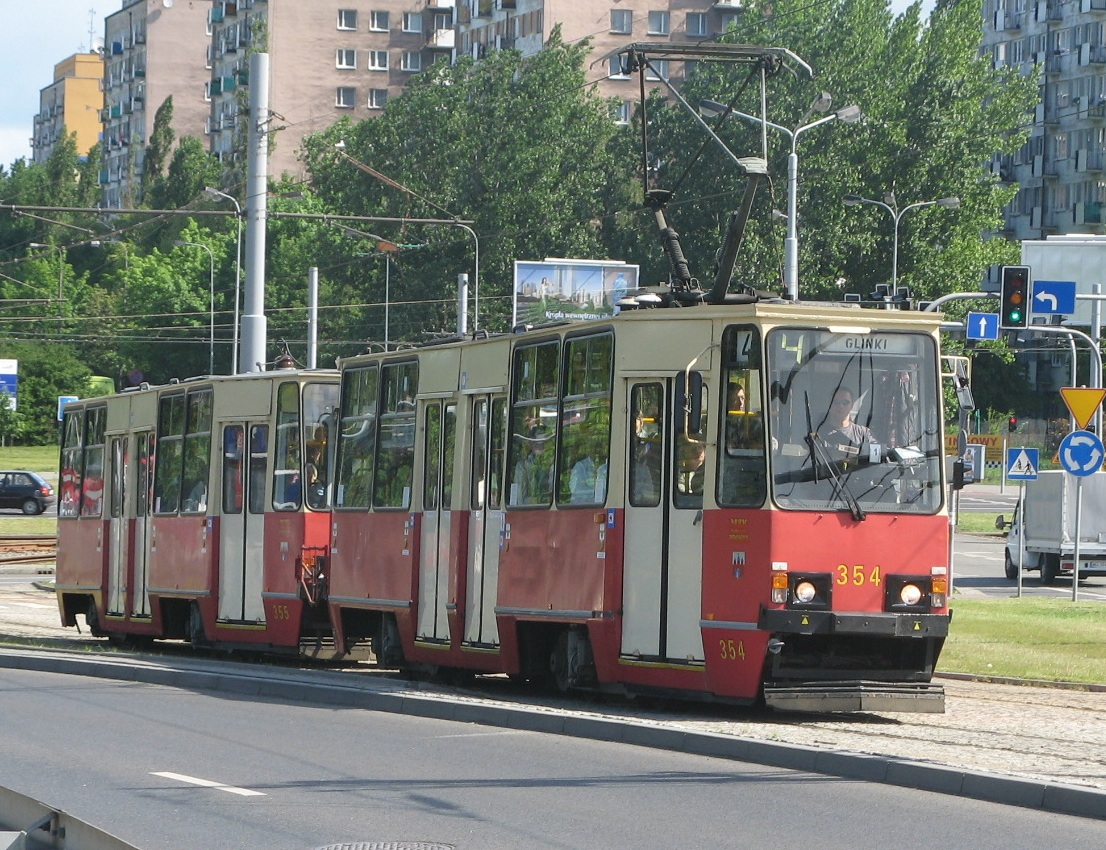
Konstal 805Na à Bydgoszcz

En 2014, 12 rames Swing sont commandés au constructeur polonais PESA. D'une longueur de 30 mètres, elles seront livrées en 2015 pour l'ouverture de la nouvelle ligne de 9,5 km dans le quartier de Fordon.

## Projets

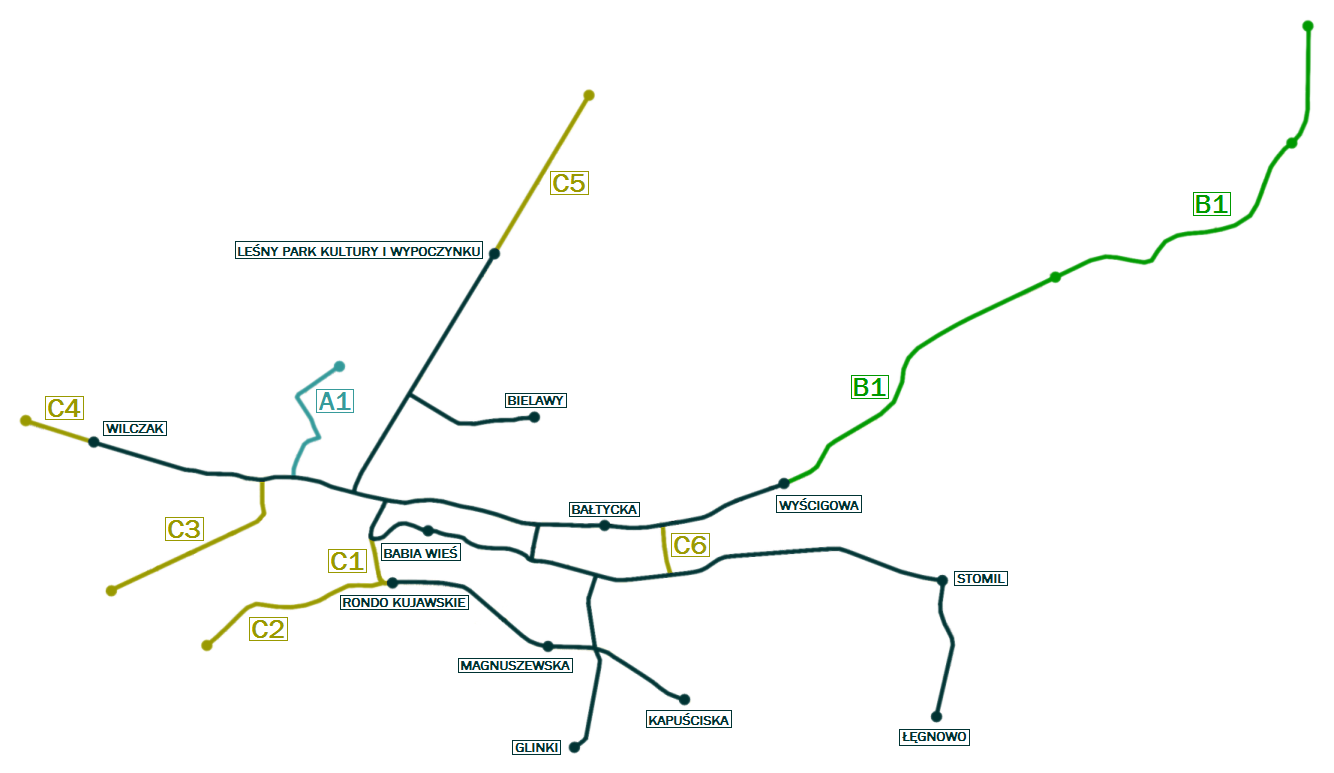
Plan du développement du réseau de tramway à Bydgoszcz jusqu'au l'an 2030. A - en construction, B - en projet avancé, C1 - en projet, C2-C6 - en conception

Plusieurs projets sont en cours. Tout d'abord, une ligne desservant la gare ferroviaire Bydgoszcz Główna est en construction. A l'horizon 2015, une ligne desservant Fordon - le plus grand quartier de la ville - est prévue.